# Dennis Kraft
Dennis Kraft (* 11. Dezember 1981 in Frankfurt am Main) ist ein ehemaliger deutscher Radrennfahrer.

## Biografie
Kraft wurde 1981 in Frankfurt als Sohn des Profiradrennfahrers Jürgen Kraft geboren. Er wuchs in Rom auf und besuchte die Deutsche Schule Rom (Grundschule). Abitur machte er am Gymnasium der Wald-Oberschule in Berlin.
Von 2001 bis 2003 gehörte er der deutschen U-23-Nationalmannschaft an. 2003 schloss er sich dem Continental Team Winfix Techem an, nachdem er die Amateuraustragung von Rund um Köln für sich entschied. Ein Jahr später wechselte er zu dem polnischen Professional Continental Team Action-ATI, bei dem er zwei Jahre lang fuhr (später Team Intel-Action) und sein Talent als hoffnungsvoller Eintagesspezialist mehrmals bestätigte. Er wurde als kämpferischster Fahrer der Internationalen Friedensfahrt 2004 ausgezeichnet und wurde Zweiter des Omloop Vlaamse Scheldeboorden.